# 愛知県立中村高等学校
愛知県立中村高等学校（あいちけんりつ なかむらこうとうがっこう）は、愛知県名古屋市中村区菊水町一丁目2番18号に所在する公立の高等学校。

## 設置学科
- 普通科
  - 国際理解コース

## 沿革
- 1953年（昭和28年） - 開設（仮校舎）。
- 1954年（昭和29年） - 新校舎完成。
- 1957年（昭和32年） - 第2棟校舎竣工。
- 1958年（昭和33年） - 講堂兼体育館竣工、5周年を期に校歌制定。
- 1964年（昭和39年） - プール完成。
- 1968年（昭和43年） - 武道館1階竣工。
- 1971年（昭和46年） - 武道館2階竣工。
- 1972年（昭和47年） - 第3棟校舎竣工。
- 1973年（昭和48年） - 学校群制度開始。名古屋西高校と名古屋5群、明和高校と名古屋6群を組む。
- 1976年（昭和51年） - 第4棟校舎竣工。
- 1989年（平成元年） - 複合選抜入試制度開始 菊里高校 名古屋西高校と同じ尾張1群Bグループに属す。
- 2002年（平成14年） - 50周年を迎える。
- 2008年（平成20年） - 全教室にエアコンを設置。
- 2012年（平成24年） - 60周年を迎える。

## 部活動

### 体育・運動部
- 野球部
- バレーボール部
- サッカー部
- バスケットボール部
- 体操競技部
- テニス部
- 陸上部
- 水泳部
- 弓道部
- バドミントン部
- ラグビー部
- ソフトテニス部
- 卓球部
- 剣道部
- ダンス部

### 文化部
- 音楽部
- 吹奏楽部
- 文芸部
- 演劇部
- 電気研究コンピュータ部
- 美術部
- 書道部
- 天文部
- 漫画・アニメーション研究部
- 映画研究部
- 茶華道部
- 合唱部
- 囲碁・将棋部
- 放送部
- 家庭科部
- JRC部

## 修学旅行
中村高校の修学旅行は、「平和学習」と「自主化的活動」を二本の柱として、10月に長崎方面で実施されている。また、2017年（平成29年）からは行き先が変更になり、広島方面の訪問となる。2020年（令和2年）度入学生からは行き先が沖縄に変更。
活動内容は、生徒が企画・立案し、グループ別またはクラス別に、地理・歴史・文化などを学ぶ。
この体験を基に学習の深化拡充を図り、人間関係を深め、学校生活をより豊かにするのを主な目標としている。

## 教育目標
- 自ら考え行動する人間の育成
- つねに善さを求める人間の育成
- 心身ともに健やかな人間の育成
- 世界とともに生きる日本人の育成

## 交通手段・最寄り駅
名古屋市営地下鉄東山線 本陣駅下車 → 名古屋市営バス乗換（名古屋市営地下鉄東山線 本陣駅 1番出口前 2番乗り場 名駅25系統：名古屋駅行き左回り） → 「豊公橋」バス停下車（バス所要時間：約3分）。
各線名古屋駅から名古屋市営バス（名古屋駅バスターミナル 1番乗り場 名駅25系統：名古屋駅行き）「豊公橋」バス停下車（バス所要時間：左回り約11分・右回り約16分）。
徒歩の場合、名古屋市営地下鉄 本陣駅より15〜20分程度で学校に到着する。
名古屋市営地下鉄東山線 本陣駅などから自転車通学が認められている。

## 著名な出身者
- 川島なお美 - 女優
- 内田雅章 - 実業家、作家、講演家、「学生新聞」創設者
- 堀田あけみ - 作家、教育心理学者、椙山女学園大学教授
- 柘植あづみ - 医療人類学者、明治学院大学副学長
- 横江公美 - 国際政治学者、東洋大学教授
- 山田高敬 - 国際政治学者、名古屋大学教授
- 小川恭範 - 実業家、セイコーエプソン社長
- 丹波正史 - 部落解放運動家、地方議員
- 加藤省吾 - 演出家
- 山川里海 - 劇作家
- 加藤美紀 - 元中部日本放送アナウンサー
- 飯田紀久夫 - NHKアナウンサー
- 桑原宏司 - サンデーフォークプロモーション元取締役、チェリッシュの初期メンバー
- 日色保 - 実業家、元日本マクドナルドホールディングス社長兼CEO、経済同友会副代表幹事
- 小澤良介 - 実業家、リグナ株式会社創業者
- 井上眞一 - 桜花学園高等学校バスケットボール部監督
- アン・サリー - 医師、シンガーソングライター
- 串田義和 - 元ラグビー選手
- 平松可奈子 - SKE48の元メンバー、ファッションブランドプロデューサー
- 立川わんだ - 落語家
- Mr.シャチホコ - ものまねタレント